# Ponches-Estruval
Ponches-Estruval – miejscowość i gmina we Francji, w regionie Hauts-de-France, w departamencie Somma.
Według danych na rok 2011 gminę zamieszkiwało 112 osób, a gęstość zaludnienia wynosiła 16 osób/km² (wśród 2293 gmin Pikardii Ponches-Estruval plasuje się na 874. miejscu pod względem liczby ludności, natomiast pod względem powierzchni na miejscu 671.).